# 黃頤
黃頤（1434年—？），字養德，湖廣武昌府蒲圻縣人，軍籍，明朝政治人物。進士出身。

## 生平
早年出身國子生，成化七年（1471年）辛卯科湖廣鄉試第十一名。成化十四年（1478年）戊戌科會試第二百七名，殿試登進士第三甲第一百八十三名。

## 家族
曾祖父黃𥠋。祖父黃爚。父亲黃□。母蘇氏。永感下。娶許氏。